# Reiherhalde bei Bächlingen
Der Reiherhalde bei Bächlingen ist ein vom Regierungspräsidium Stuttgart am 7. März 1974 durch Verordnung ausgewiesenes Naturschutzgebiet auf dem Gebiet der Stadt Langenburg im Landkreis Schwäbisch Hall in Baden-Württemberg.

## Lage und Beschreibung
Das etwa 86 ha große Naturschutzgebiet liegt am Schnorrenberg und an der Kronhalde am nordostexponierten linken Talhang des Jagsttals gegenüber von Langenburg und seinem Stadtteil Bächlingen. Es besteht aus zwei Teilgebieten, die nur durch den wenige Meter breiten Streifen einer Waldwegschneise getrennt sind. Im Nordosten grenzt das Landschaftsschutzgebiet Mittleres Jagsttal mit Nebentälern und angrenzenden Gebieten an. Es gehört zum Unterraum Mittleres Jagsttal des Naturraums der Kocher-Jagst-Ebenen und ist Bestandteil des FFH-Gebiets Jagsttal Langenburg - Mulfingen.
Das Gebiet ist überwiegend bewaldet, im Norden reicht es aufs rechte Ufer der Jagst hinüber. Am Rande gehören auch einige Wiesen zum Schutzgebiet. Durch seinen Nordteil zieht sich die Klinge des Schnorrenberggrabens. Das Gebiet beherbergte bis 1996 eine große Graureiher-Kolonie.